# A Bell for Adano (film 1967)
A Bell for Adano è un film televisivo del 1967 diretto da Mel Ferrer e tratto dal romanzo Una campana per Adano di John Hersey e dall'opera teatrale di Paul Osborn.